# PAK (groupe)
PAK est un groupe américain basé formé en 2000 à New York par le multi-instrumentaliste Ron Anderson. Le groupe est signé sur le label Tzadik de John Zorn.

## Biographie
Ron Anderson forme le groupe en 2000 après avoir joué quelque temps avec The Molecules. La formation initiale est composée d'Anderson, Jesse Krakow, Will Redmond et Race Age. Ce line-up sort l'album 100% Human Hair. En 2003, Race Age a été remplacé par Keith Abrams et Redmond quitte le groupe. Pak continue donc en trio et sort Motel, qui est bien accueilli,,. Cette version du groupe joue également joué au Bowery Poetry Club avec Jac Berrocal.
En 2007, Anderson reconfigure le groupe, passant de la guitare à la basse et recrute Tim Byrnes qui joue divers instruments. Cette version du groupe part en tournée en Europe (sous la forme d'un duo Abrams-Anderson, parfois accompagné de musiciens invités) et sort l'album Secret Curve. En 2012, le groupe joue avec le saxophoniste Nonoko Yoshida. En 2014, Pak, cette fois composé d'Anderson, de Yoshida et de Tatsuya Yoshida à la batterie, sort l'album NYJPN,.

## Critiques
La revue norvégienne Tarkus Magazine décrit PAK comme une combinaison d’Otis Redding, de Captain Beefheart, de Gentle Giant et de The Talking Heads. Glenn Astaria de Jazz Review, a décrit Motel comme un « réseau enchevêtré de complexités complété avec des ostinatos décalés, des lignes de basse puissantes et des cors enragés ». Alex Lozupone décrit un concert de 2008 à la salle The Stone comme « une quantité variable de jeux frénétiques et synchronisés… davantage de morceaux bruitistes ambiants… de jolis grooves bien établis… des références aux échecs, des sons de clavier qui nous rappellent le premier album de Mr Bungle, des sons de sax et de trompette synchronisés, une chanson quasi-hardcore en espagnol, un solo de batterie époustouflant avec une signature rythmique qui semblait être à 29/16 ou 31/16, et du matériel qui dégageait une intéressante odeur de fumée plastique conçue pour une nuit mémorable ».

## Discographie
- 2003 - 100% Human Hair[10]
- 2005 - Motel[11]
- 2009 - The Ashfield Sessions[12]
- 2011 - Secret Curve[13]

## Line-ups
- Version 1 - Ron Anderson, Jesse Krakow, Will Redmond, Race Age (2000-2002)
- Version 2 - Ron Anderson, Jesse Krakow, Race Age (2002)
- Version 3 - Ron Anderson, Jesse Krakow, Keith Abrams (2003 - 2006)
- Version 4 - Ron Anderson, Keith Abrams et Tim Byrnes (de 2007 à aujourd'hui)